# Lucien van Geffen

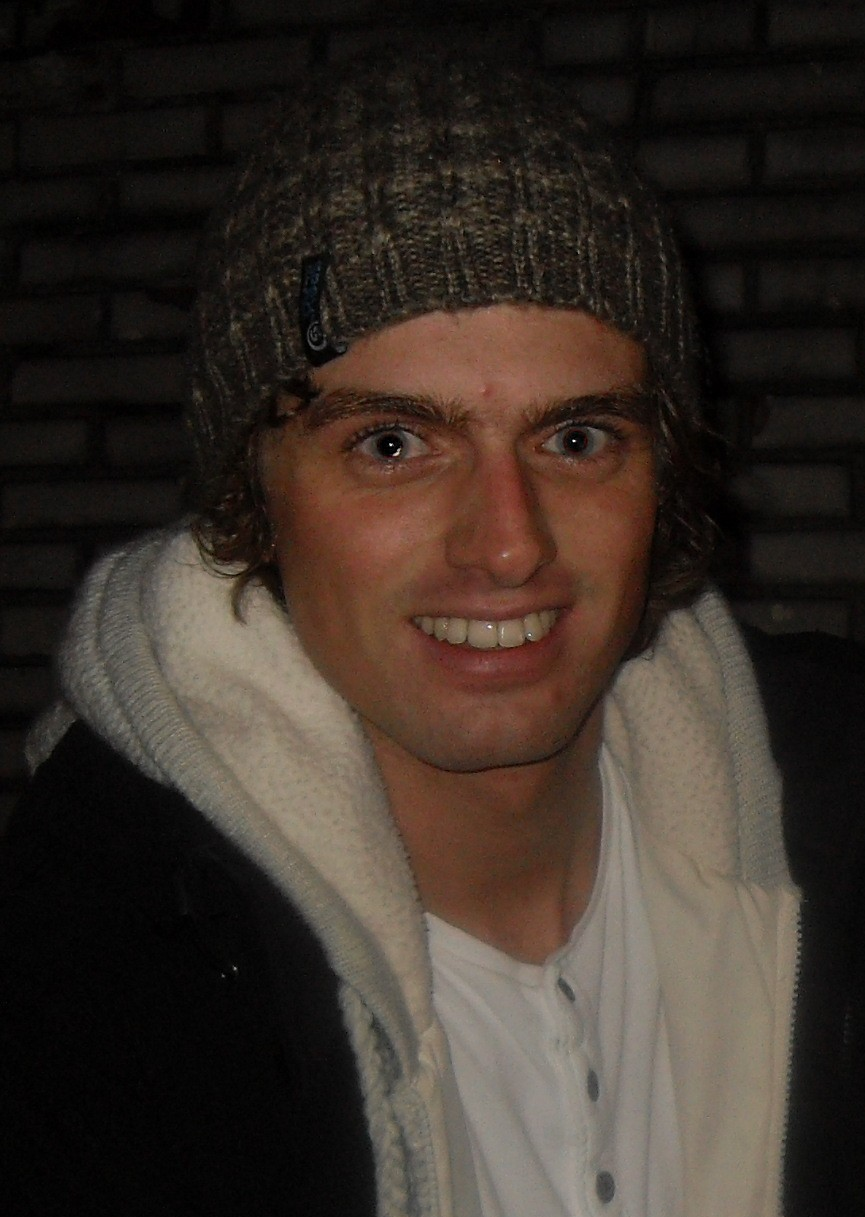
Lucien van Geffen (2009)

Lucien van Geffen (* 20. November 1987 in Rotterdam) ist ein niederländischer Schauspieler.
Van Geffen begann seine schauspielerische Karriere am Jeugdtheater Hofplein. Bekannt wurde er durch die belgische Serie Het Huis Anubis, in der 2006 bis 2009 die Rolle des Fabian Ruitenberg spielte.

## Filmografie
- 2006–2009: Het Huis Anubis
- 2008: Anubis en het pad der 7 zonden
- 2009: Anubis en de wraak van Arghus
- 2010: De Terugkeer van Sibuna